# Jan Kodeš
 (mai 2012).
Si vous disposez d'ouvrages ou d'articles de référence ou si vous connaissez des sites web de qualité traitant du thème abordé ici, merci de compléter l'article en donnant les références utiles à sa vérifiabilité et en les liant à la section « Notes et références ».
Jan Kodeš, né le 1er mars 1946 à Prague, est un joueur de tennis professionnel tchécoslovaque.

## Carrière
Il a remporté 8 tournois en simple dans sa carrière dans l'ère Open, dont 3 du Grand Chelem (Internationaux de France de tennis 1970, 1971 ; Wimbledon 1973), ainsi que 17 en double. Le 13 septembre 1973, il atteint son meilleur classement à l'ATP, no 5 mondial. Cette année-là fut sa meilleure. Vainqueur du Soviétique Alex Metreveli 6-1, 9-8, 6-3 en finale des Internationaux de Wimbledon, il dispute également la finale en 1973 de l'US Open, où, après avoir dominé Stan Smith en demi-finale, il s'incline face à l'Australien John Newcombe 4-6, 6-1, 6-4, 2-6, 3-6. Il prend finalement sa retraite 10 ans plus tard, à l'âge de 36 ans, en 1982. Il totalise 420 victoires en simple, pour 244 défaites.
Il a été capitaine et le joueur le plus capé de l'équipe de Tchécoslovaquie de Coupe Davis de 1982 à 1987.
Il est membre du International Tennis Hall of Fame depuis 1990.

## Parcours dans les tournois duGrand Chelem

### En simple
| Année | Open d'Australie | Open d'Australie | Internationaux de France | Internationaux de France | Wimbledon       | Wimbledon    | US Open        | US Open      | Open d'Australie | Open d'Australie |
| ----- | ---------------- | ---------------- | ------------------------ | ------------------------ | --------------- | ------------ | -------------- | ------------ | ---------------- | ---------------- |
| 1966  | —                | —                | 2e tour (1/32)           | I. Năstase               | 1er tour (1/64) | C. Drysdale  | —              | —            | n.o.             | n.o.             |
| 1967  | —                | —                | 1/8 de finale            | T. Roche                 | 1er tour (1/64) | T. Roche     | —              | —            | n.o.             | n.o.             |
| 1968  | —                | —                | 1er tour (1/64)          | F. Gentil                | 1er tour (1/64) | M. Riessen   | —              | —            | n.o.             | n.o.             |
| 1969  | —                | —                | 1/8 de finale            | J. Newcombe              | 2e tour (1/32)  | R. Lutz      | 2e tour (1/32) | B. Buchholz  | n.o.             | n.o.             |
| 1970  | —                | —                | Victoire                 | Ž. Franulović            | 1er tour (1/64) | A. Metreveli | —              | —            | n.o.             | n.o.             |
| 1971  | —                | —                | Victoire                 | I. Năstase               | 1er tour (1/64) | T. Okker     | Finale         | S. Smith     | n.o.             | n.o.             |
| 1972  | —                | —                | 1/4 de finale            | P. Proisy                | 1/2 finale      | S. Smith     | 2e tour (1/32) | S. Mayer     | n.o.             | n.o.             |
| 1973  | —                | —                | 1/4 de finale            | T. Gorman                | Victoire        | A. Metreveli | Finale         | J. Newcombe  | n.o.             | n.o.             |
| 1974  | —                | —                | 1/8 de finale            | F. Jauffret              | 1/4 de finale   | J. Connors   | 1/8 de finale  | J. Connors   | n.o.             | n.o.             |
| 1975  | —                | —                | 1/8 de finale            | G. Vilas                 | 2e tour (1/32)  | G. Masters   | 1/8 de finale  | G. Vilas     | n.o.             | n.o.             |
| 1976  | —                | —                | 3e tour (1/16)           | B. Taróczy               | —               | —            | 1/4 de finale  | J. Connors   | n.o.             | n.o.             |
| 1977  | —                | —                | 1/8 de finale            | I. Năstase               | 1er tour (1/64) | G. Vilas     | 3e tour (1/16) | B. Gottfried | —                | —                |
| 1978  | n.o.             | n.o.             | 3e tour (1/16)           | A. Ashe                  | 1er tour (1/64) | J. Fillol    | —              | —            | —                | —                |
| 1979  | n.o.             | n.o.             | 2e tour (1/32)           | A. Panatta               | 1er tour (1/64) | H. Pfister   | 2e tour (1/32) | B.C. Mottram | —                | —                |
| 1980  | n.o.             | n.o.             | 2e tour (1/32)           | S. Birner                | 2e tour (1/32)  | V. Pecci     | —              | —            | —                | —                |
| 1981  | n.o.             | n.o.             | 1er tour (1/64)          | D. Pérez                 | 1er tour (1/64) | V. Amritraj  | —              | —            | —                | —                |

N.B. : à droite du résultat se trouve le nom de l'ultime adversaire.

### En double
| Année | Open d'Australie | Open d'Australie | Internationaux de France  | Internationaux de France | Wimbledon                 | Wimbledon               | US Open                    | US Open                  | Open d'Australie | Open d'Australie |
| ----- | ---------------- | ---------------- | ------------------------- | ------------------------ | ------------------------- | ----------------------- | -------------------------- | ------------------------ | ---------------- | ---------------- |
| 1968  | —                | —                | —                         | —                        | 2e tour (1/16) M. Holeček | K. Rosewall F. Stolle   | —                          | —                        | n.o.             | n.o.             |
| 1969  | —                | —                | 3e tour (1/16) J. Kukal   | B. Bowrey R. Ruffels     | 2e tour (1/16) J. Kukal   | C. Graebner G. Scott    | 1/8 de finale J. Kukal     | R. Emerson R. Laver      | n.o.             | n.o.             |
| 1970  | —                | —                | 3e tour (1/16) J. Kukal   | T. Addison Carmichael    | 1er tour (1/32) J. Kukal  | C. Drysdale R. Taylor   | —                          | —                        | n.o.             | n.o.             |
| 1971  | —                | —                | 3e tour (1/16) V. Zedník  | B. Bowrey R. Maud        | 1er tour (1/32) J. Kukal  | B. Bowrey O. Davidson   | 1er tour (1/32) Franulović | Di. Dell B. Seewagen     | n.o.             | n.o.             |
| 1972  | —                | —                | 1/2 finale J. Kukal       | P. Cornejo J. Fillol     | 1/8 de finale J. Kukal    | J. McManus J. Osborne   | 1er tour (1/32) J. Kukal   | F. Froehling C. Pasarell | n.o.             | n.o.             |
| 1973  | —                | —                | 1/4 de finale A. Ashe     | Newcombe T. Okker        | 1/4 de finale J. Kukal    | Fassbender K. Meiler    | 2e tour (1/16) V. Zedník   | Alexander P. Dent        | n.o.             | n.o.             |
| 1974  | —                | —                | 1/8 de finale V. Zedník   | Fassbender Pohmann       | 1/8 de finale V. Zedník   | B. Gottfried R. Ramírez | 1er tour (1/32) V. Zedník  | P. Gerken H. Rahim       | n.o.             | n.o.             |
| 1975  | —                | —                | 1/8 de finale J. Hřebec   | B. Borg G. Vilas         | 1er tour (1/32) J. Hřebec | C. Dibley T. Roche      | 2e tour (1/16) W. Fibak    | F. McNair S. Stewart     | n.o.             | n.o.             |
| 1976  | —                | —                | —                         | —                        | —                         | —                       | 1er tour (1/32) J. Hřebec  | M. Estep P. Cramer       | n.o.             | n.o.             |
| 1977  | —                | —                | Finale W. Fibak           | Gottfried R. Ramírez     | 2e tour (1/16) D. Crealy  | Carmichael B. Teacher   | 1er tour (1/32) T. Šmíd    | D. Stockton W. Fibak     | —                | —                |
| 1978  | n.o.             | n.o.             | 1/4 de finale T. Šmíd     | G. Mayer H. Pfister      | —                         | —                       | —                          | —                        | —                | —                |
| 1979  | n.o.             | n.o.             | 1/2 finale T. Šmíd        | G. Mayer S. Mayer        | 1/8 de finale T. Šmíd     | R. Case G. Masters      | 2e tour (1/16) T. Šmíd     | C. Pasarell D. Schneider | —                | —                |
| 1980  | n.o.             | n.o.             | 1er tour (1/32) S. Birner | Y. Noah P. Portes        | —                         | —                       | —                          | —                        | —                | —                |
| 1981  | n.o.             | n.o.             | —                         | —                        | 1er tour (1/32) O. Parun  | F. McMillan B. Mottram  | —                          | —                        | —                | —                |
| 1982  | n.o.             | n.o.             | —                         | —                        | 1er tour (1/32) S. Birner | C. Edwards E. Edwards   | —                          | —                        | —                | —                |

N.B. : le nom du ou de la partenaire se trouve sous le résultat ; le nom des ultimes adversaires se trouve à droite.